# Eremosphaeraceae
Eremosphaeraceae, porodica zelenih algi iz reda Chlorellales, razred Trebouxiophyceae. Sastoji se od dva roda s ukupno sedam vrsta slatkovodnih alga.
Rod Eremosphaera ne pripada ovoj porodici, nego u Oocystaceae.

## Rodovi i broj vrsta
1. Excentrosphaera G.T.Moore 1
2. Neglectella Vodenicarov & Benderliev 6